# Abraham Teniers

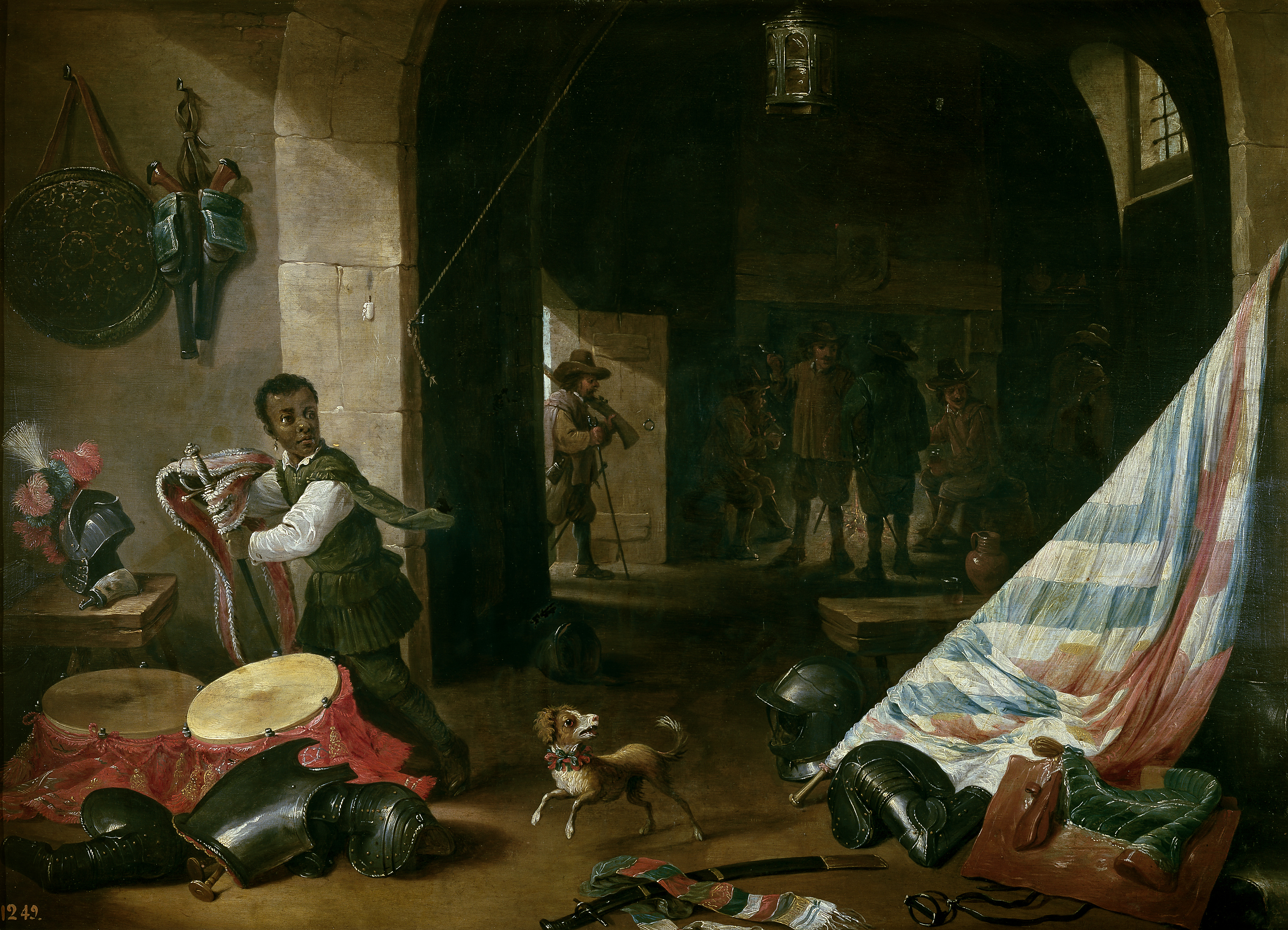
Un cos de guàrdia, oli sobre làmina de coure, 49 x 68 cm, Madrid, Museu del Prado

Abraham Teniers (Anvers, 1629 – 1670), va ser un pintor barroc flamenc, fill de David Teniers I i germà de David Teniers II.
Batejat a Anvers l'1 de març de 1629, sembla probable que es formés amb el seu germà, David Teniers el Jove, gairebé dinou anys major que ell. En 1646 va ingressar en el gremi de pintors d'Anvers. Especialitzat en la pintura de gènere conreada també pel seu pare i popularitzada pel seu més famós germà, les seves obres s'han confós amb freqüència i segueixen plantejant problemes d'atribució, com succeeix amb el Cos de guàrdia del Museu del Prado, número de catàleg P01784.